# 스콧 헬먼
스콧 헬먼(Scott Helman, 1995년 10월 1일 ~ )은 캐나다의 싱어송라이터이다.